# Жумабек
Жумабе́к (каз. Жұмабек) — село у складі Абайського району Карагандинської області Казахстану. Входить до складу Курмінського сільського округу.
Населення — 430 осіб (2021; 196 у 2009, 456 у 1999, 519 у 1989).
Національний склад станом на 1989 рік:
- казахи — 79 %.